# Diego Romano
Diego Sebastián Romano (Buenos Aires, 11 marzo 1980) è un ex calciatore argentino, di ruolo centrocampista.

## Palmarès

### Club

#### Competizioni nazionali
- Football League: 1

Apollōn Smyrnīs: 2016-2017